# Honda CB 600F Hornet
CB 600F Hornet – motocykl typu naked bike produkowany od 1998 roku przez Hondę. Silnik Horneta to czterosuw chłodzony cieczą o pojemności 599cm³ (jest to zmodyfikowana wersja silnika, który wykorzystano do produkcji innego klasyka Hondy, a mianowicie Honda CBR 600RR). Pierwsze modele CB 600F Hornet dysponowały mocą 96 KM.

## Historia modelu
Honda CB 600F Hornet została zaprezentowana w Europie pierwszy raz w 1998 roku. Motocykl posiada sześciostopniową skrzynię biegów. Zawieszenie stanowi widelec teleskopowy (skok 125mm) z przodu i wahacz aluminiowy z tyłu (centralny element resorująco-tłumiący, regulacja napięcia wstępnego sprężyny, skok 128mm). Hamulec przedni – podwójny tarczowy 296mm, dwutłoczkowe zaciski. Hamulec tylny – jednotarczowy 220mm, jednotłoczkowy zacisk. W latach 1998–1999 zastosowano przednie ogumienie 130/70ZR16, od roku 2000 zmieniono je na 120/70ZR17 (zmianę wprowadzono, aby zwiększyć stabilność motocykla w zakrętach oraz wzmocnić działanie hamulców). Tylne ogumienie pozostaje bez zmian od samego początku – 180/55ZR17 – co sprawia, że stosunkowo nieduży motocykl jakim jest Hornet wygląda na „olbrzyma”. Ostatnie roczniki Horneta produkowane są również w wersji z ABS. Honda wprowadziła Horneta na rynek amerykański w roku 2004 i 2006 pod nazwą Honda 599. Ostatni model Horneta z kwietnia 2007 posiada zmodyfikowany silnik pochodzący z CBR 600RR. W roku 2011 przeprowadzono lifting tego modelu. Zmieniono przednią lampę, zegary, a także tył motocykla, w tym tylną lampę. Podstawowe parametry techniczne nie uległy zmianie. Do sprzedaży trafił również nowy model CBR600F bazujący na modelu Hornet.

## Specyfikacje
|                                  | 1998-1999                                                                              | 2000-2002 | 2003-2006 | 2007/2008 – PC41                                                                                                  | 2009/2010 – PC41                   | 2011 (PC41)                        |
| SILNIK                           | SILNIK                                                                                 | SILNIK | SILNIK | SILNIK |                                    |                                    |
| -------------------------------- | -------------------------------------------------------------------------------------- | --- | --- | --- | ---------------------------------- | ---------------------------------- |
| Typ silnika                      | 599 cm³, chłodzony cieczą czterosuw                                                    | 599 cm³, chłodzony cieczą czterosuw                                                                               | 599 cm³, chłodzony cieczą czterosuw                                                                               | 599 cm³, chłodzony cieczą czterosuw                                                                               |                                    |                                    |
| Średnica x skok tłoka            | 65 mm × 45,2 mm                                                                        | 65 mm × 45,2 mm                                                                                                   | 65 mm × 45,2 mm                                                                                                   | 67 mm × 42,5 mm                                                                                                   | 67 mm × 42,5 mm                    | 67 mm × 42,5 mm                    |
| Stopień sprężania                | 12,0:1                                                                                 | 12,0:1 | 12,0:1 | 12,0:1 |                                    |                                    |
| Moc maksymalna                   | 94 KM przy 12000 rpm                                                                   | 95,3 KM przy 12000 rpm                                                                                            | 96 KM przy 12000 rpm                                                                                              | 102 KM przy 12000 rpm                                                                                             | 102 KM przy 12000 rpm              | 102 KM przy 12000 rpm              |
| Moment obrotowy                  | 64 Nm przy 9500 rpm                                                                    | 63 Nm przy 10000 rpm                                                                                              | 63 Nm przy 9500 rpm                                                                                               | 63,5 Nm przy 9500 rpm                                                                                             | 64 Nm przy 10500 rpm               | 64 Nm przy 10500 rpm               |
| Wałek rozrządu                   | DOHC; cztery zawory na cylinder                                                        | DOHC; cztery zawory na cylinder                                                                                   | DOHC; cztery zawory na cylinder                                                                                   | DOHC; cztery zawory na cylinder                                                                                   |                                    |                                    |
| Gaźniki                          | Cztery, średnica gardzieli 34 mm                                                       | Cztery, średnica gardzieli 34 mm                                                                                  | Cztery, średnica gardzieli 34 mm                                                                                  | Elektroniczny wtrysk paliwa PGM-FI                                                                                | Elektroniczny wtrysk paliwa PGM-FI | Elektroniczny wtrysk paliwa PGM-FI |
| Rozruch                          | Elektryczny                                                                            | Elektryczny | Elektryczny | Elektryczny (transistored)                                                                                        | Elektryczny (transistored)         | Elektryczny (transistored)         |
| Norma Euro                       | 1                                                                                      | 1 | 2 | 3 | 3                                  | 3                                  |
| NAPĘD                            |                                                                                        | | | |                                    |                                    |
| Skrzynia biegów                  | Sześciostopniowa                                                                       | Sześciostopniowa                                                                                                  | Sześciostopniowa                                                                                                  | Sześciostopniowa                                                                                                  | Sześciostopniowa                   | Sześciostopniowa                   |
| Sprzęgło                         | Mokre, wielotarczowe                                                                   | Mokre, wielotarczowe                                                                                              | Mokre, wielotarczowe                                                                                              | Mokre, wielotarczowe                                                                                              | Mokre, wielotarczowe               | Mokre, wielotarczowe               |
| Przełożenie wstępne              | Koła zębate                                                                            | Koła zębate | Koła zębate | Koła zębate | Koła zębate                        | Koła zębate                        |
| Przełożenie końcowe              | Łańcuch O-ring #525                                                                    | Łańcuch O-ring #525                                                                                               | Łańcuch O-ring #525                                                                                               | Łańcuch O-ring #525                                                                                               | Łańcuch O-ring #525                | Łańcuch O-ring #525                |
| PODWOZIE / ZAWIESZENIE / HAMULCE |                                                                                        | | | |                                    |                                    |
| Zawieszenie przód                | Widelec teleskopowy 41 mm; skok 125 mm                                                 | Widelec teleskopowy 41 mm; skok 120 mm (od 2005 41 mm widelec teleskopowy typu upside-down z tłumieniem olejowym) | Widelec teleskopowy 41 mm; skok 120 mm (od 2005 41 mm widelec teleskopowy typu upside-down z tłumieniem olejowym) | Widelec teleskopowy 41 mm; skok 120 mm (od 2005 41 mm widelec teleskopowy typu upside-down z tłumieniem olejowym) |                                    |                                    |
| Zawieszenie tył                  | Wahacz aluminiowy z siedmopozycyjną regulacją napięcia wstępnego sprężyny; skok 128 mm | Wahacz aluminiowy z siedmopozycyjną regulacją napięcia wstępnego sprężyny; skok 128 mm                            | Wahacz aluminiowy z siedmopozycyjną regulacją napięcia wstępnego sprężyny; skok 128 mm                            | Wahacz aluminiowy z siedmopozycyjną regulacją napięcia wstępnego sprężyny; skok 128 mm                            |                                    |                                    |
| Hamulec przedni                  | Podwójny tarczowy 296 mm, dwutłoczkowe zaciski                                         | Podwójny tarczowy 296 mm, dwutłoczkowe zaciski                                                                    | Podwójny tarczowy 296 mm, dwutłoczkowe zaciski                                                                    | Podwójny tarczowy 296 mm, dwutłoczkowe zaciski (w wersji z ABS zaciski 3-tłoczkowe)                               |                                    |                                    |
| Hamulec tylny                    | Pojedynczy 220 mm, jednotłoczkowy zacisk                                               | Pojedynczy 220 mm, jednotłoczkowy zacisk                                                                          | Pojedynczy 220 mm, jednotłoczkowy zacisk                                                                          | Pojedynczy 240 mm, jednotłoczkowy zacisk                                                                          |                                    |                                    |
| ABS                              | brak                                                                                   | brak | brak | opcjonalny | opcjonalny                         |                                    |
| Ogumienie przód                  | 130/70ZR16                                                                             | 120/70ZR17 radial                                                                                                 | 120/70ZR17 radial                                                                                                 | 120/70ZR17 radial                                                                                                 |                                    |                                    |
| Ogumienie tył                    | 180/55ZR17 radial                                                                      | 180/55ZR17 radial                                                                                                 | 180/55ZR17 radial                                                                                                 | 180/55ZR17 radial                                                                                                 |                                    |                                    |
| WYMIARY                          |                                                                                        | | | |                                    |                                    |
| Kąt główki ramy                  | 64,5"                                                                                  | 64,5" | 64,5" | 65" |                                    |                                    |
| Rozstaw osi                      | 1420 mm                                                                                | 1425 mm | 1420 mm | 1435 mm |                                    |                                    |
| Wysokość siedzenia               | 790 mm                                                                                 | 790 mm | 790 mm | 800 mm |                                    |                                    |
| Masa własna / gotowy do jazdy    | 176 kg / 192 kg                                                                        | 176 kg / 192 kg                                                                                                   | 176 kg / 192 kg                                                                                                   | 173 kg / 198 kg                                                                                                   | 173 kg / 198 kg                    |                                    |
| Pojemność zbiornika paliwa       | 16l                                                                                    | 16l | 17l | 19l | 19l                                |                                    |
| POZOSTAŁE (model 1998)           |                                                                                        | | | |                                    |                                    |
| Alternator                       | 380 W                                                                                  | | | |                                    |                                    |
| Akumulator                       | 12 V 6 Ah                                                                              | | | |                                    |                                    |
| Długość                          | 2090 mm                                                                                | | | |                                    |                                    |
| Szerokość                        | 730 mm                                                                                 | | | |                                    |                                    |
| Wysokość                         | 1060 mm                                                                                | | | |                                    |                                    |
| Prześwit                         | 140 mm                                                                                 | | | |                                    |                                    |
| Koła                             | Odlew aluminiowy, trójramienne                                                         | | | |                                    |                                    |
| Wymiana oleju                    | Co 12 000 km                                                                           | | | |                                    |                                    |
| Olej                             | SAE 10W40                                                                              | | | |                                    |                                    |
| Smarowanie                       | Obiegowe, pod ciśnieniem, z mokrą misą olejową                                         | | | |                                    |                                    |
| Prędkość maksymalna              | 215 km/h                                                                               | | | |                                    |                                    |
| Przyspieszenie 0–100 km/h        | 3,5 s                                                                                  | | | |                                    |                                    |